# 新井晴み
新井 晴み（あらい はるみ、1953年〈昭和28年〉4月22日 - ）は、日本の女優・画家。
旧芸名・本名、新井 春美（あらい はるみ）。東京都出身。
姉は元女優の新井 麻夕美。娘は声優の新井 美羽（あらい みわ・青二プロダクション所属）。

## 略歴
1969年、スポーツ紙主催の「ザ・ワイルドワンズ『赤い靴のマリア』ミス赤い靴コンテスト」に優勝。NET系ドラマ『犬と麻ちゃん』の長女役でデビュー。その後もドラマを中心に活躍。
1977年、NHK朝の連続テレビ小説『風見鶏』のヒロインを演じて注目される。
画家としても活動しており、1980年代には日本自由画壇に入選、その後戸川幸夫の推薦で水墨画の「竹林会」に入会。NHK文化センターで「新井晴みの『ときめき絵ッSay=エッセー』教室」の講師でもある。
産業カウンセラーの資格あり。2006年4月、53歳の時に法政大学キャリアデザイン学部入学。
頭に「メガネ」のファッションである。
2010年3月、法政大学キャリアデザイン学部総代卒業。

## 出演

### 映画
- 人間であるために
- ブルークリスマス（1978年、東宝）

### テレビドラマ
- 犬と麻ちゃん（1969年、NETテレビ）
- おれは男だ!（1971年、日本テレビ）第6話 -山岸保子
- 決めろ!フィニッシュ（1972年、TBS） - 星わかば
- 二人だけの朝（1973年、フジテレビ）
- かあさんの四季（1973年、フジテレビ）
- 連続テレビ小説（NHK総合）
  - 北の家族（1973年） - 三井百合子
  - 風見鶏（1977年） - 主演:松浦ぎん
  - よーいドン（1982年）
  - 京、ふたり（1990年）
- 大河ドラマ「勝海舟」（1974年、NHK総合） - お夢
- 高校教師 第14話「バレー部員乱闘事件」（1974年、東宝・東京12チャンネル） - 山口清子
- ブラザー劇場（TBS）
  - 刑事くん 第3部[注 2]・第4部（1974年 - 1976年） - 林婦警
  - パパは独身（1976年 - 1977年） - 清の養母
- 日本沈没 第10話「阿蘇の火の滝」（1974年12月8日、TBS系） - 北川レイ子
- 大都会 闘いの日々（1976年、日本テレビ・石原プロ） - 清水英子
- 前略おふくろ様 第2シリーズ（1976年 - 1977年、日本テレビ）
- 空は七つの恋の色（1978年、よみうりテレビ） - 恵子
- 一発逆転（1978年、関西テレビ）
- 名犬ゴローの冒険（1980年、日本テレビ）
- いのち燃ゆ（1981年、NHK総合） - お志麻
- 愛のホットライン（1981年、フジテレビ）
- 剣客商売スペシャル「辻斬り」（1982年、フジテレビ） - 佐々木三冬
- 土曜ワイド劇場（テレビ朝日）
  - 「殺しの連鎖反応」努力しないで出世した男・社内結婚上司の女房はいい女（1983年1月29日） - 田島美和
- 壬生の恋歌（1983年、NHK総合）- お縁
- 剣客商売スペシャル「誘拐」（1983年、フジテレビ） - 佐々木三冬
- 時代劇スペシャル「奉行暗殺始末」（1983年、フジテレビ） - 松尾
- 宮本武蔵（1984年4月 - 1985年5月、NHK総合） - お吟
- 特捜最前線（東映・テレビ朝日）
  - 第421話「人妻を愛した刑事」（1985年6月） - 堀尾夫人
  - 第454話「不倫!? 紅林刑事が愛した女!」（1986年2月） - 小松ルイ子
- 武蔵坊弁慶（1986年、NHK総合）
- 年末時代劇スペシャル「田原坂」（1987年、日本テレビ・ユニオン映画） - 安
- HOTEL 第3シリーズ 第15話「宝石を売る幽霊?」（1994年、TBS・近藤照男プロダクション） - 吉村彩子
- みのもんたの人生相談デカ 〜おもいッきりテレビ殺人事件〜（2002年10月1日、日本テレビ）
- 火曜サスペンス劇場「十二月の花嫁」（2002年12月10日、日本テレビ）
- 水曜ミステリー9「ホテルGメン 具志堅陽子の殺人推理2」（2014年7月23日、テレビ東京） - 今宮佐代子

### その他のテレビ番組
- セキスイトークロータリー おとなの学校（1974年、毎日放送） - ホステス
- 連想ゲーム（1977年、NHK総合）
- 第28回NHK紅白歌合戦（1977年12月31日、NHK総合・ラジオ第1） - 審査員
- ほんものは誰だ![注 3]（日本テレビ）
- アップダウンクイズ[注 3]（1979年、毎日放送）
- ゲーム ホントにホント?（1980年、NHK総合）
- 遠くへ行きたい（1980年3月、よみうりテレビ）
- 小川宏ショー（1980年4月 - 1981年3月、フジテレビ） - サブ司会者
- 料理天国（TBS）
- 午後は○○おもいッきりテレビ（日本テレビ）
- すばらしき仲間（中部日本放送）
- ルーブル美術館（NHK総合）
- 遊々専科（NHK総合）
- ふれあい出逢い旅!（テレビ東京）
- ワイドショーWHO（関西テレビ）
- 浪花友あれ（関西テレビ）
- アンデスにコンドルは舞う・ペルー夢幻行
- クイズ!脳ベルSHOW（BSフジ）

### CM
- ブラザー工業 ミシン「ペースセッター」（1974年）
- ロッテリア（1976年）
- 公共広告機構（現：ACジャパン）（1980年）

### 受賞歴
- エランドール賞・新人賞（1977年）